# ドリアン・バブンスキー
ドリアン・バブンスキー・フリストフスキー（マケドニア語: Дориан Бабунски Христовски, ラテン文字転写: Dorian Babunski Hristovski, 1996年8月29日 - ）は、マケドニア共和国・スコピエ出身のプロサッカー選手。ポジションは、フォワード（FW）。
実父は元プロサッカー選手、サッカー指導者で元マケドニア代表のボバン・バブンスキー。実兄のダヴィッド・バブンスキーも北マケドニア代表のプロサッカー選手である。

## 経歴
2011年6月、14歳の時にレアル・マドリードのカンテラに入団。トップチーム昇格はならず、2015年10月にセグンダ・ディビシオンB（3部相当）のCFフエンラブラダでプロデビューした。2016年、スロベニアのNKオリンピア・リュブリャナと3年契約を結び、2017年2月にNKラドムリェへ期限付き移籍した。
同年6月、日本へ渡り、複数のJリーグクラブの練習に参加。高い評価を受け争奪戦に発展した中、同年8月にFC町田ゼルビアへ完全移籍で加入した。日本への順応や出場機会を考慮し、同日に鹿児島ユナイテッドFCへ期限付き移籍することが発表された。
2018年シーズンは、町田に復帰し3月17日のモンテディオ山形戦でフリーキックからヘディングでゴールを奪い、Jリーグ初得点をあげた。
2019年4月21日のJ2第10節で、大宮アルディージャに所属する兄ダヴィッドと同じタイミングで途中出場し、Jリーグで兄弟初対決を迎えた。交代前にはピッチサイドでハグをし、両チームのサポーターから拍手が贈られた。2020年12月9日、契約満了による退団が発表された。
2021年2月10日、ブルガリアのPOFKボテフ・ヴラツァへの加入が発表された。
2021年11月7日、北マケドニア代表メンバーに初招集された。11月11日に行われて5-0で大勝した2022 FIFAワールドカップ予選の対アルメニア代表戦でベンチ入りしたものの、出場機会はなかった。
2022年1月17日、ハンガリーのデブレツェニVSCに加入。前年夏に兄ダヴィッドが加入しており、初めて兄弟で同じチームに所属することとなった。
2023年8月28日、グラスホッパー・クラブ・チューリッヒに2年契約で移籍した。

## 所属クラブ
ユース経歴
- 2011年 - 2015年 レアル・マドリード

プロ経歴
- 2015年 - 2016年 CFフエンラブラダ
- 2016年 - 2017年 NKオリンピア・リュブリャナ
  - 2017年 NKラドムリェ（期限付き移籍）
- 2017年8月 - 2020年 FC町田ゼルビア
  - 2017年8月 - 同年12月 鹿児島ユナイテッドFC（期限付き移籍）
- 2021年 - 2022年 POFKボテフ・ヴラツァ
- 2022年 - 2023年 デブレツェニVSC
- 2023年 - 2025年 グラスホッパー・クラブ・チューリッヒ
- 2025年 - シェプシOSKスフントゥ・ゲオルゲ

## 個人成績
| 国内大会個人成績 | 国内大会個人成績 | 国内大会個人成績 | 国内大会個人成績 | 国内大会個人成績 | 国内大会個人成績 | 国内大会個人成績 | 国内大会個人成績 | 国内大会個人成績 | 国内大会個人成績 | 国内大会個人成績 | 国内大会個人成績 |
| 年度             | クラブ           | 背番号           | リーグ           | リーグ戦         | リーグ戦         | リーグ杯         | リーグ杯         | オープン杯       | オープン杯       | 期間通算         | 期間通算         |
| 年度             | クラブ           | 背番号           | リーグ           | 出場             | 得点             | 出場             | 得点             | 出場             | 得点             | 出場             | 得点             |
| スペイン         | スペイン         | スペイン         | スペイン         | リーグ戦         | リーグ戦         | 国王杯           | 国王杯           | オープン杯       | オープン杯       | 期間通算         | 期間通算         |
| ---------------- | ---------------- | ---------------- | ---------------- | ---------------- | ---------------- | ---------------- | ---------------- | ---------------- | ---------------- | ---------------- | ---------------- |
| 2015-16          | フエンラブラダ   | 12               | セグンダB        | 13               | 2                | -                | -                | -                | -                | 13               | 2                |
| スロベニア       | スロベニア       | スロベニア       | スロベニア       | リーグ戦         | リーグ戦         | リーグ杯         | リーグ杯         | オープン杯       | オープン杯       | 期間通算         | 期間通算         |
| 2016-17          | オリンピア       | 29               | 1.SNL            | 1                | 0                | -                | -                | 0                | 0                | 1                | 0                |
| 2016-17          | ラドムリェ       | 18               | 1.SNL            | 5                | 0                | -                | -                | -                | -                | 5                | 0                |
| 日本             | 日本             | 日本             | 日本             | リーグ戦         | リーグ戦         | リーグ杯         | リーグ杯         | 天皇杯           | 天皇杯           | 期間通算         | 期間通算         |
| 2017             | 鹿児島           | 30               | J3               | 1                | 0                | -                | -                | -                | -                | 1                | 0                |
| 2018             | 町田             | 20               | J2               | 24               | 4                | -                | -                | 1                | 0                | 25               | 4                |
| 2019             | 町田             | 20               | J2               | 19               | 0                | -                | -                | 0                | 0                | 19               | 0                |
| 2020             | 町田             | 20               | J2               | 12               | 0                | -                | -                | -                | -                | 12               | 0                |
| 通算             | スペイン         | スペイン         | セグンダB        | 13               | 2                | -                | -                | -                | -                | 13               | 2                |
| 通算             | スロベニア       | スロベニア       | 1.SNL            | 6                | 0                | -                | -                | 0                | 0                | 6                | 0                |
| 通算             | 日本             | 日本             | J2               | 55               | 4                | -                | -                | 1                | 0                | 56               | 4                |
| 通算             | 日本             | 日本             | J3               | 1                | 0                | -                | -                | -                | -                | 1                | 0                |
| 総通算           | 総通算           | 総通算           | 総通算           | 75               | 6                | -                | -                | 1                | 0                | 76               | 6                |

| 国際大会個人成績 | 国際大会個人成績 | 国際大会個人成績 | 国際大会個人成績 | 国際大会個人成績 |
| 年度             | クラブ           | 背番号           | 出場             | 得点             |
| UEFA             | UEFA             | UEFA             | CL予選           | CL予選           |
| ---------------- | ---------------- | ---------------- | ---------------- | ---------------- |
| 2016-17          | オリンピア       | 29               | 0                | 0                |
| 通算             | UEFA             | UEFA             | 0                | 0                |

## 代表歴
- U-17マケドニア代表
  - UEFA U-17欧州選手権2012 (予選)
  - UEFA U-17欧州選手権2013 (予選)
- U-19マケドニア代表
  - UEFA U-19欧州選手権2015 (予選)
- U-21マケドニア代表
  - UEFA U-21欧州選手権2015 (予選)
  - UEFA U-21欧州選手権2017 (予選)

### 試合数
- 国際Aマッチ 7試合（2022年-）[13]

| 北マケドニア代表 | 国際Aマッチ | 国際Aマッチ |
| 年               | 出場        | 得点        |
| ---------------- | ----------- | ----------- |
| 2022             | 5           | 0           |
| 2023             | 2           | 0           |
| 通算             | 7           | 0           |